# Rønde
Rønde is een plaats en voormalige gemeente in Denemarken. De plaats is bestuurszetel van de gemeente Syddjurs.

## Voormalige gemeente
De oppervlakte bedroeg 101,16 km². De gemeente telde 7111 inwoners waarvan 3531 mannen en 3580 vrouwen (cijfers 2005). De gemeente valt sinds de herindeling van 2007 onder gemeente Syddjurs.

## Plaats
De plaats Rønde telt 2343 inwoners (2007). De plaats ligt nog net op het schiereiland Djursland, en wordt ook wel als bergplaats aangeduid vanwege het hoogteverschil van 70 meter.

## Geboren
- William Kvist (1985), voetballer

- Gemeinsame Normdatei: 4346832-9
- Library of Congress Control Number: n84114156
- Nationale Bibliotheek van Israël: 987007567038205171
- Virtual International Authority File: 144296749